# 伊達宗高
伊達 宗高（だて むねたか）は、江戸時代前期の陸奥国仙台藩一門・村田伊達家当主。官位は従五位下・右衛門大尉。

## 生涯
慶長12年（1607年）、仙台藩主・伊達政宗の七男として仙台城にて誕生した。幼名は長松丸。母は於山方（柴田宗義の娘）
慶長18年（1613年）、柴田郡小泉を領していた一族・田手宗実（伊達氏庶流）の養子として送り込まれ、田手氏の名跡を継いだ。この時、田手氏庶流を含む宗実の家臣団の一部が宗高の家中に編入され、宗実ら元々の田手氏は小泉氏へと改めさせられたが、宗実の所領は宗高には引き継がれず（宗実の所領はそのまま安堵され、のち実子の田手高実に引き継がれた）、新たに柴田・刈田2郡に合わせて3万石を拝領し、村田城を居城とした（村田伊達家）。
元和5年（1619年）11月26日、仙台城で長松丸は元服。右衛門宗高と名付けられる。祝儀として政宗より御腰物備前兼光と御脇指保昌五郎貞吉を与えられる。右衛門宗高は太刀1腰と馬1頭を献上する。この時、宗高の家臣の小泉肥前と上郡山常為も太刀を1腰ずつ献上した。
元和9年（1623年）4月16日、刈田岳が噴火し、噴石・降灰などにより伊達領内の田畑に甚大な被害が生じる。同年12月17日からは鳴動が続くようになり、年が明け寛永元年（1624年）になっても噴火は収まる気配を見せなかった。
寛永元年（1624年）10月5日、政宗は明人の易者・王翼に命じて刈田岳で祈祷を行わせることにし、宗高を藩主名代として遣わせた。宗高と王翼は刈田岳の火口付近に祭壇を設け、噴煙と降下物に曝されながらもこれに耐えて祈祷を行った。王翼をして神に祈らしむること7日、それからほどなくして噴火が終息に向かったため、人々は宗高の真心が天を動かしたのだと噂した。また、王翼は此度の功績により政宗より賞され、300石を賜った。
寛永3年（1626年）閏4月6日、兄の忠宗・宗泰と共に参勤として仙台を出発、同月13日に江戸の伊達屋敷に着く。宗泰と宗高は初めての江戸であった。大御所・徳川秀忠と3代将軍・徳川家光の両御所に拝謁する。このとき兄の宗泰には、両御所より御腰物青江左文字を下賜された。
寛永3年（1626年）5月5日、父政宗は、京都に上洛する秀忠と家光より御供を命じられ、家光参内への随従を命じられたことと、宗泰と宗高が両御所に御目見したことの旨の書を、仙台にいる伊達成実に送る。
寛永3年（1626年）5月20日、政宗は両御所の出発に先立ち、先に上洛のために江戸を出発、忠宗と宗高も御供する。伊達家からは、片倉重綱、茂庭良綱、石母田宗頼らも同行し、その御供の行列は、鉄砲100丁、弓100張、鑓100本、御走組などの9番備えからなる、約500名程の部隊行列であった。一方、宗泰は御供を命ぜられなかったので、仙台に下った。
政宗は上洛の道中、和歌を3首詠んだ。
最熱き比（ころ） ほひ夜をこめ 箱根山を越えるとて
- 短夜（みじかよ）の 明（あけ）もますらん 箱根山 木深（きふか）き陰（かげ）に 夏ぞ忘（わす）るる

富士山
- 見るたびに 景色ぞかわる 富士の山 初て向かう 心地（ここち）こそすれ

清見関
- 名所（などころ）の 清見（きよみ）が関と 聞（きけ）しかと 影はとまらん 山の端（は）の月

寛永3年（1626年）6月19日、京都三条塩屋町御屋形に到着。忠宗は妙満寺に、宗高は二条要法寺に寄宿する。なお、大御所・徳川秀忠と将軍・家光は、次の日の20日に江戸を出発し、京都に向かったという。
寛永3年（1626年）7月10日、宗高は諸大夫に仰出され、従五位下・右衛門大尉に叙任される。政宗と宗高は即御礼として巳の刻（前8時）に登城し、巳下刻（午前11時）に戻る。
寛永3年（1626年）8月14日、政宗が優雅の交遊に在京の日々を送っているこの頃、宗高は疱瘡を患う。それを聞いた徳川秀忠より政宗の元に高木九兵衛を上使として見舞が遣わされる。同月16日、政宗は見舞の礼を土井利勝を通じて述べる。しかし、治療の甲斐もなく、宗高は同月17日に宿所の二条要法寺にて病死した。享年20。
宗高の遺骸は、ただちに伊達家家臣の武山重信と堀越重治が随行し、奥州柴田郡村田城へ下った。
同月20日、徳川秀忠より、伊達宗高の卒去について政宗に哀悼の意があり、宿には多数の人が弔問に訪れた。翌日の21日、上意をもって、政宗は権中納言・従三位に、忠宗は従四位下・右近衛権少将に任叙され、伊達秀宗は従四位下に叙された。この日以後も、政宗と忠宗は、宗高の死の悲しみに浸る暇もなく、連日交遊の日々に追われ、10月16日に京を離れた。京を離れる際、離別の和歌を関白の近衛信尋に捧げた。
政宗
- けふ出（いで）て あすより後（のち）は 袖の露（つゆ） ほすことあらし あかす別（わかれ）に

御返し　関白（近衛信尋）
- あかすして 別（わか）るる人の 言（こと）の葉や 又逢（またあう）までの 形見とはみん

政宗は10月30日に江戸に着き、3代将軍・徳川家光に帰国の暇を頂き、仙台城には11月20日に戻る。
一方、宗高の遺骸は、9月6日の午の刻（正午）に村田に着いた。翌9月7日、龍島院にて葬礼が行われ埋葬された。同日、家臣10名が殉死した。
- 福地右近（家老）23歳　福地彦右衛門の子
- 赤坂兵部景光（近習）22歳　赤坂但馬の子
- 高橋清三郎（近習）19歳
- 日下十蔵（奥小姓）21歳　日下多左衛門の子
- 菅野権七（小姓）23歳
- 有見勘平（小姓）20歳　有見伊賀の子
- 佐藤直成（小姓）
- 油井五郎助（小姓）17歳　油井総右衛門の子
- 御阿知也（乳母）55歳
- 斎丹波（御阿知也の夫）62歳

（貞山公治家記録に、上記の佐藤直成はなく、遠藤権四郎 18歳 の記載がある）
殉死者の墓は宗高廟への参道の両側に配置されている。龍島院山門の傍に立つ「御阿知也桜」は、この時に御阿知也が植えたものと伝えられている。また寛永4年（1627年）には、殉死者を荼毘に付した場所に「御荼毘塚」と名付けられた五輪塔が建てられ、高橋清三郎の辞世の句が刻まれた（「玉の緒の 絶えなんことは 惜しからじ 君の情けを 思ひ合わさば」[我が命が無くなる事は惜しくない、宗高の事を考えれば]）。
宗高に子はおらず、村田伊達家は無継断絶となった。このため遺領3万石は収公され、小泉（田手）実次・小泉（田手）実元ら宗高の家臣団も仙台本藩に帰属している。また、村田伊達家の創設に伴い田手の名跡を譲り渡していた小泉高実（田手宗実の子。宗実は寛永元年（1624年）に死去）は、村田伊達家の断絶をうけて田手の名字に復している。

## 没後
宗高の急逝は領民たちにも衝撃を与えた。領民たちの間では、刈田岳で宗高が行った祈祷は、自らの命と引き換えに噴火を鎮めることを願った「命願」であったと信じられるようになり、村田を始めとする柴田・刈田の宗高旧領の住民たちは、今日に至るまで折に触れてその仁慈を讃えている。
天保3年（1832年）8月には柴田・刈田両郡の住民が龍島院の境内に1対の石灯籠を献納し、大正15年（1926年）には升敏之助らを発起人として刈田岳山頂に「伊達宗高公顕揚碑」を建てた。昭和42年（1967年）8月9日には同じく刈田岳山頂に「伊達宗高公命願碑」を建て、併せて廟・墓所・灯籠などの修築が実施された。
また村田町では、墓所の龍島院において毎年8月17日に「宗高公まつり花火大会」を開催している。